# Roșieni, Cluj
Roșieni este un sat în comuna Mociu din județul Cluj, Transilvania, România.

## Demografie
De-a lungul timpului populația localității a evoluat astfel:

## Imagini

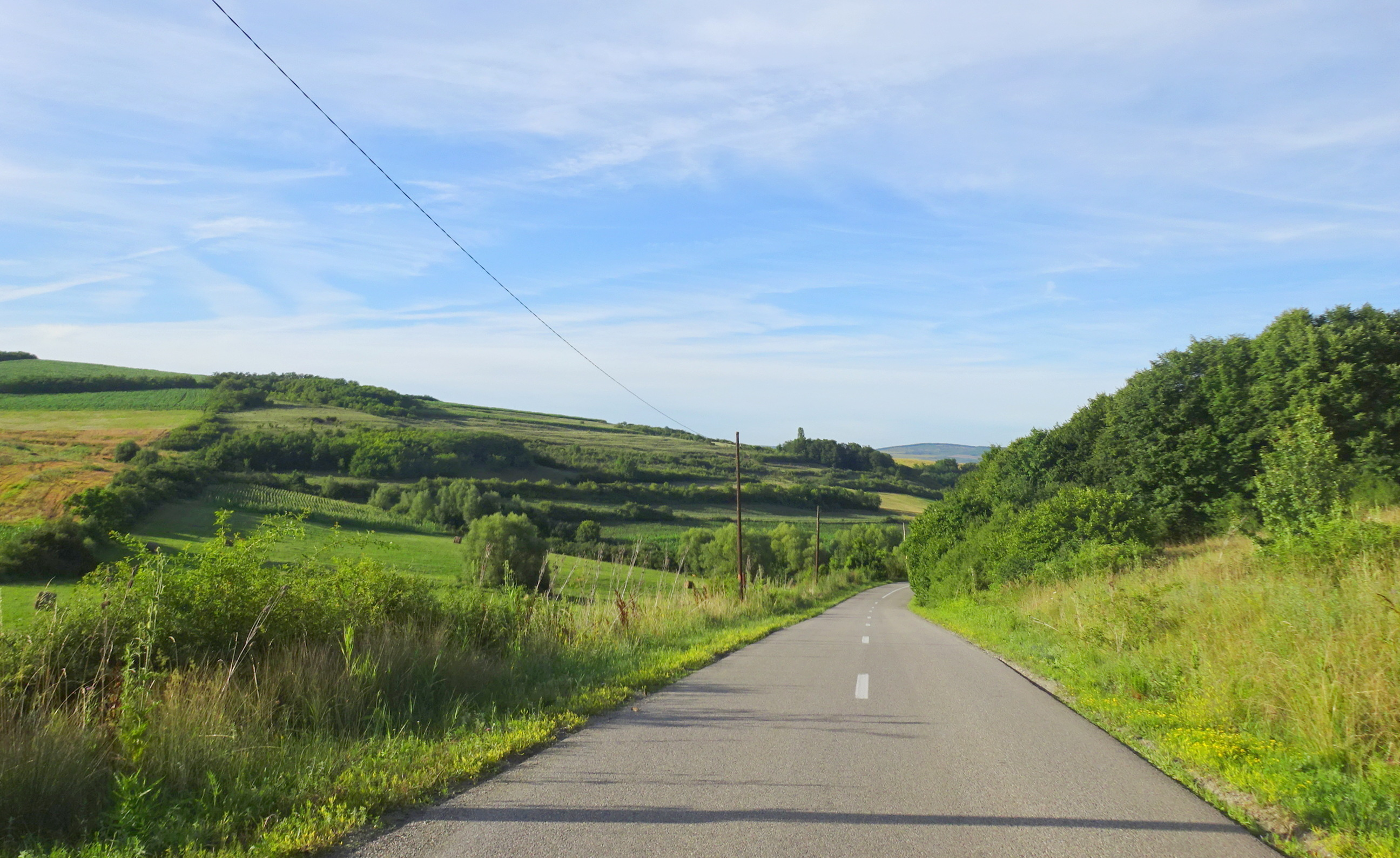
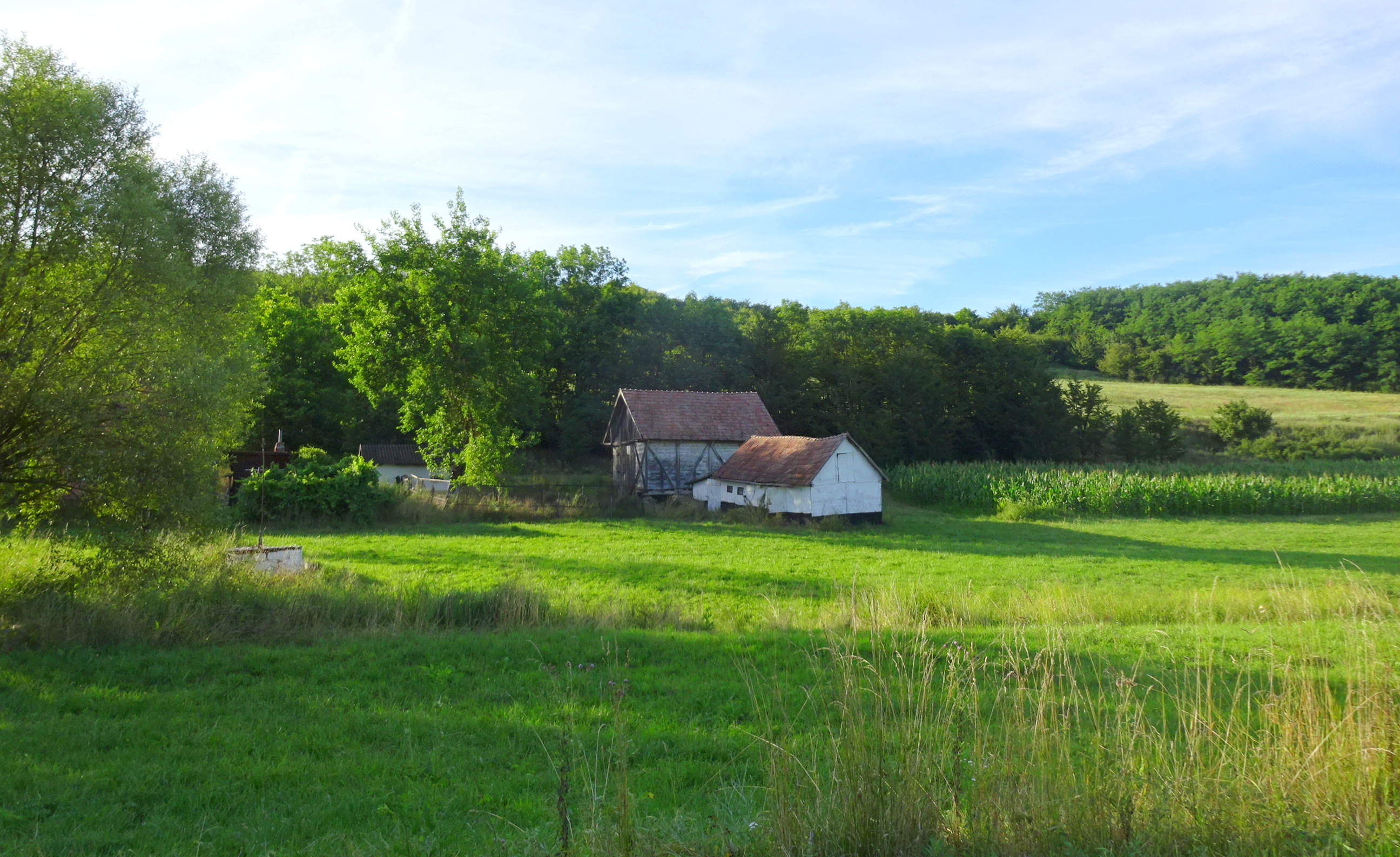
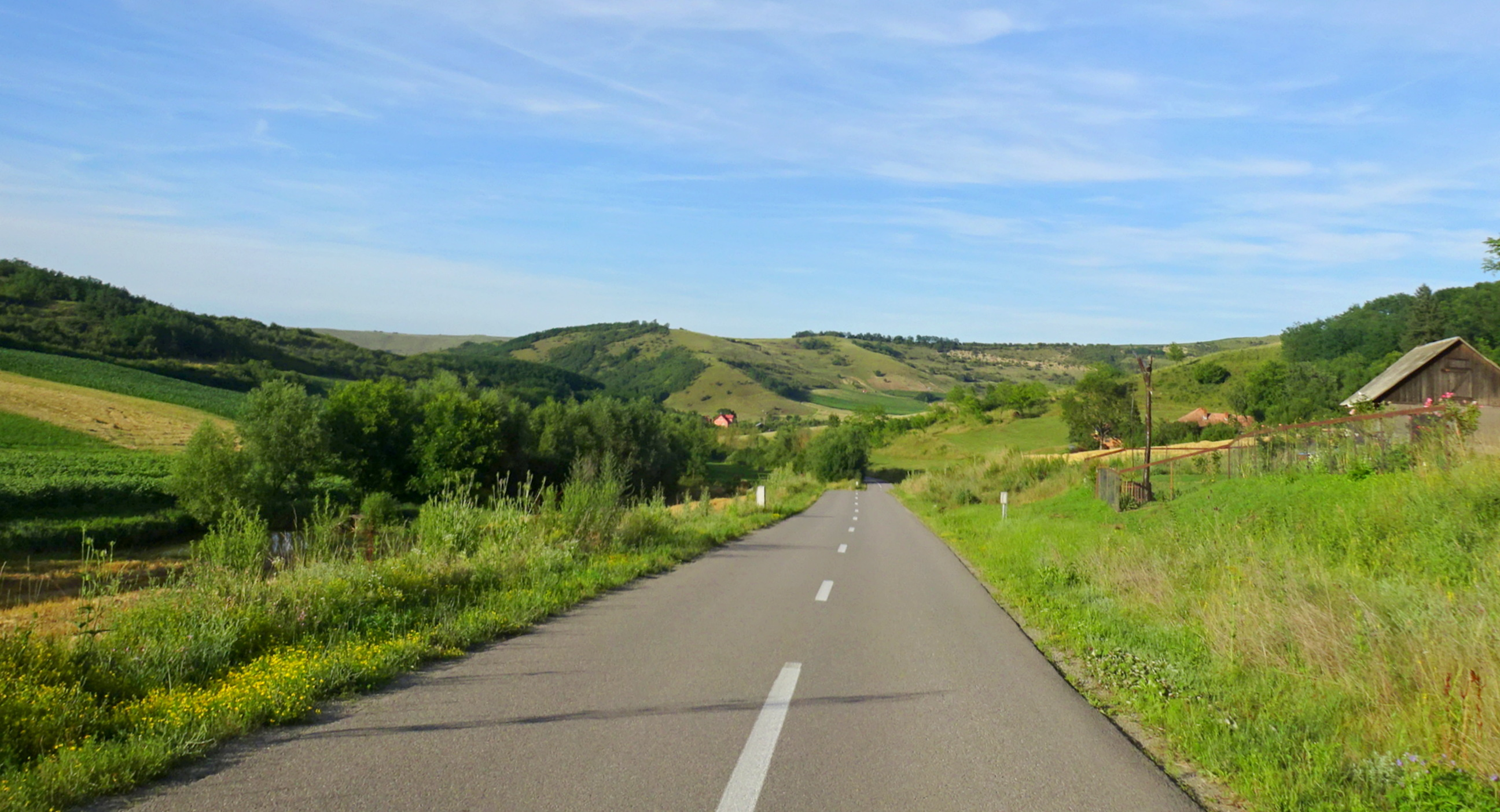
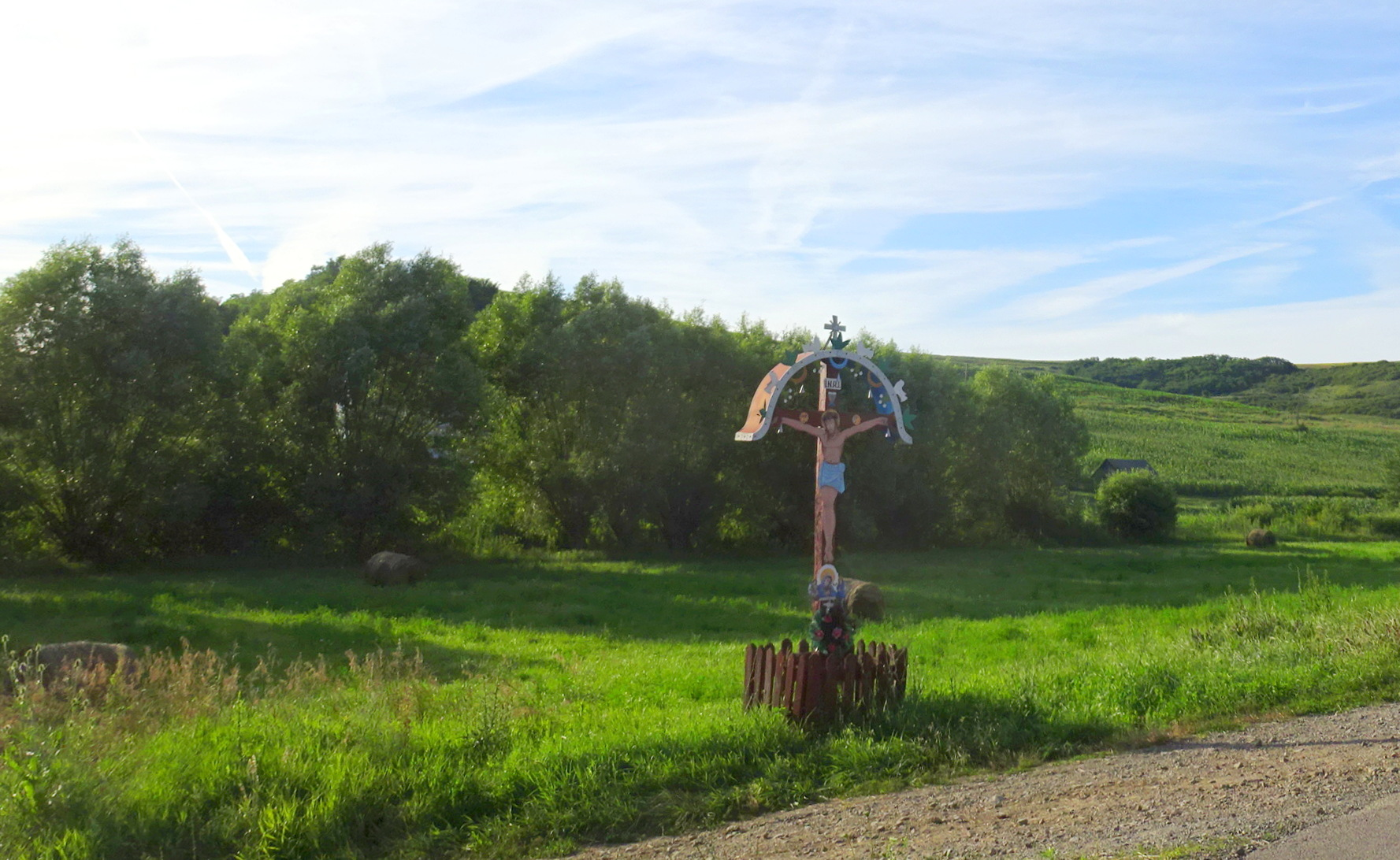
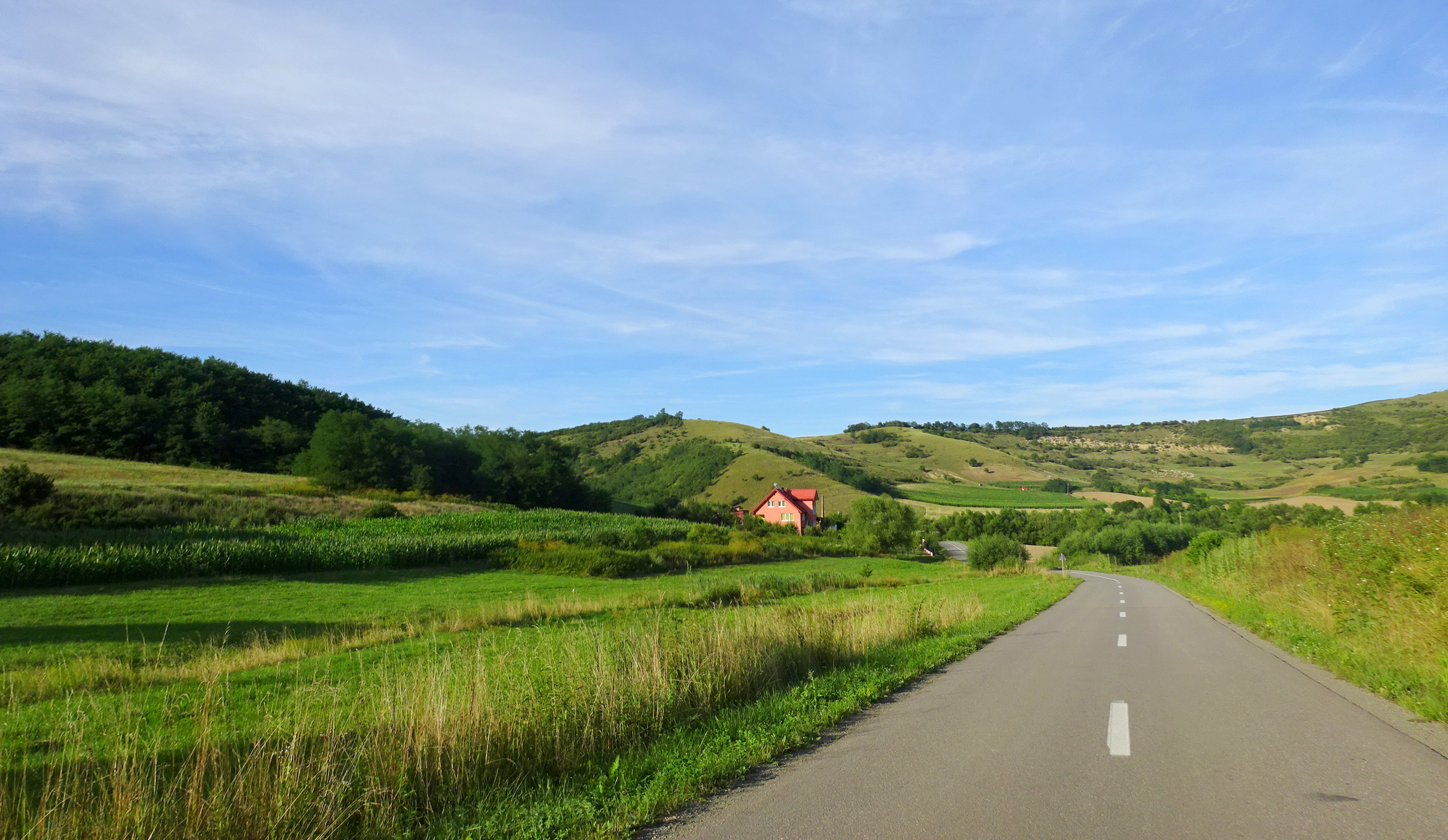
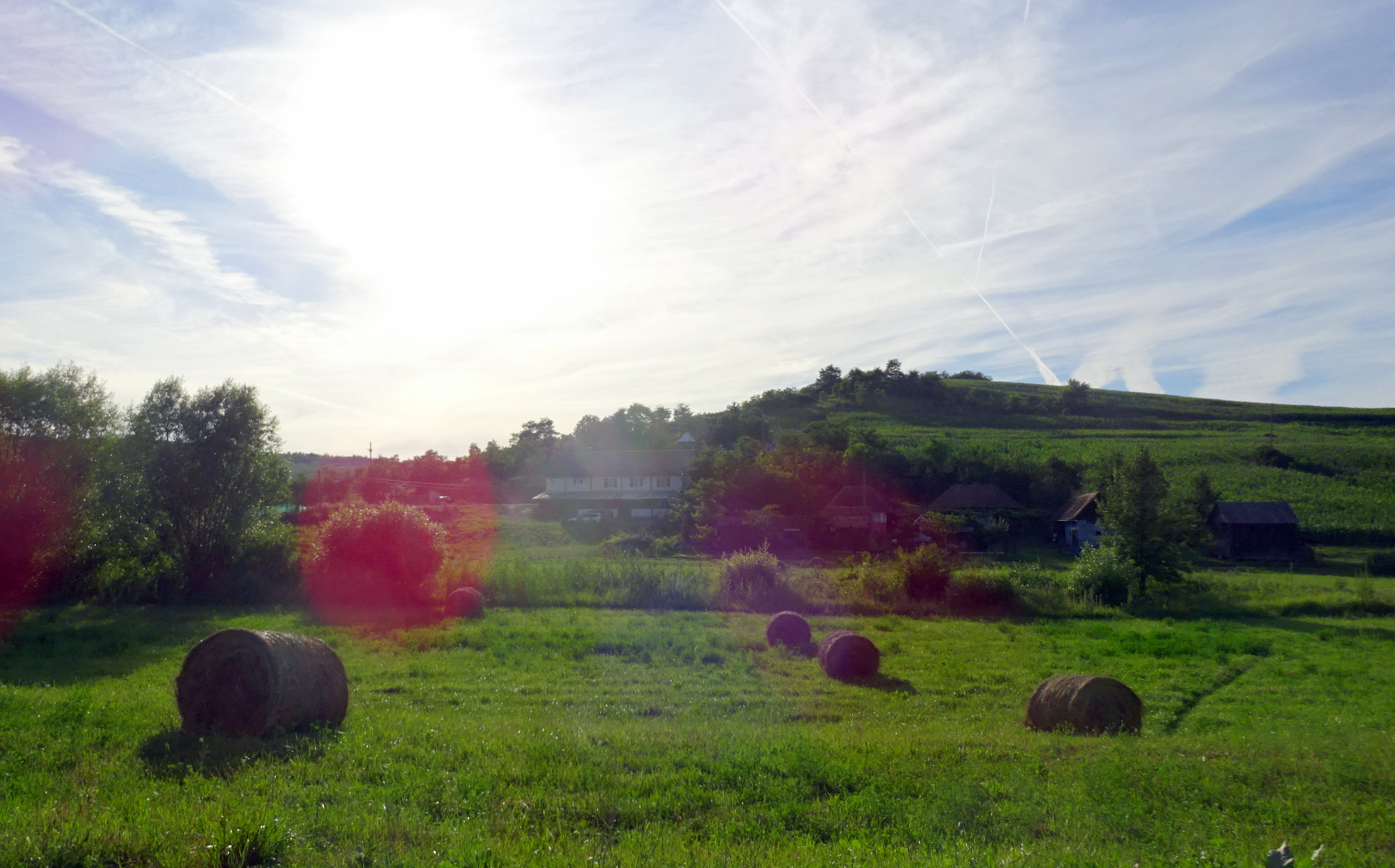
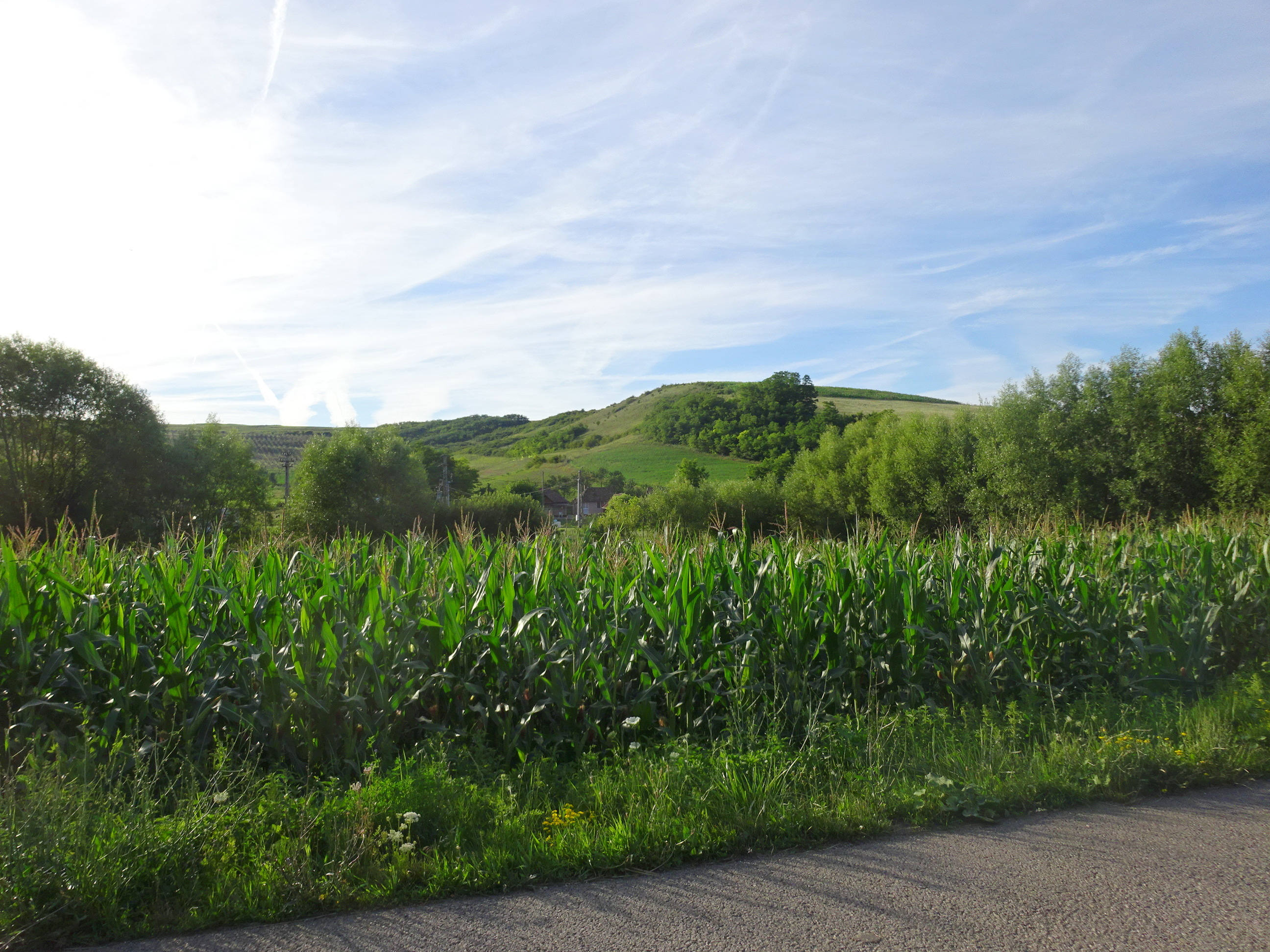
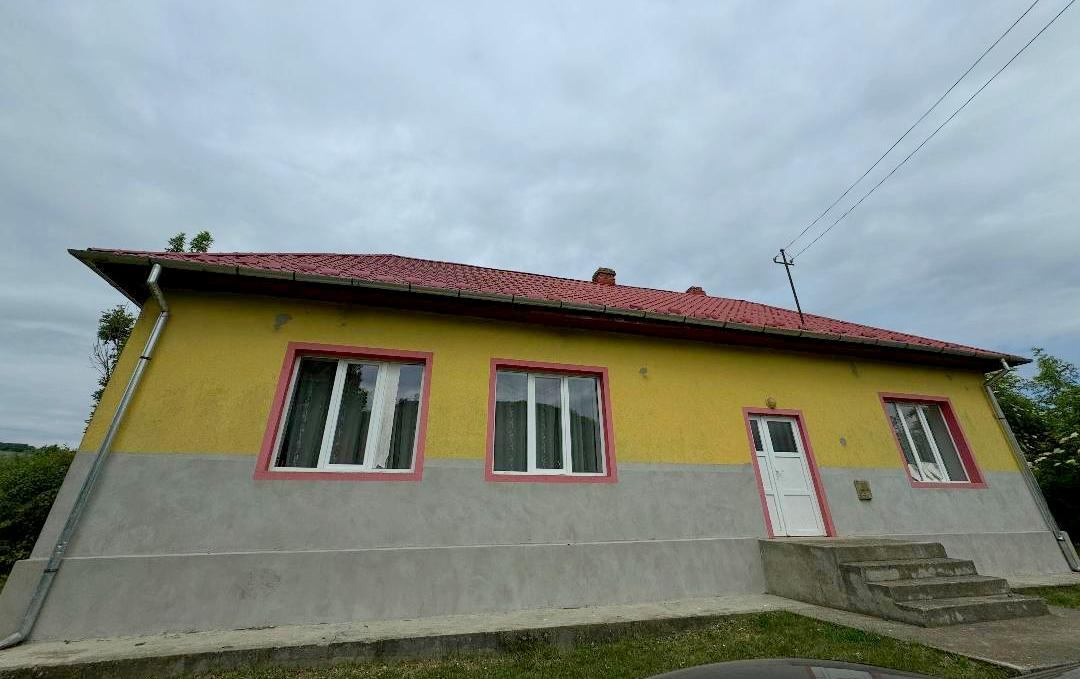
Satul Roșieni nu are biserică și este filie a parohiei Mociu II
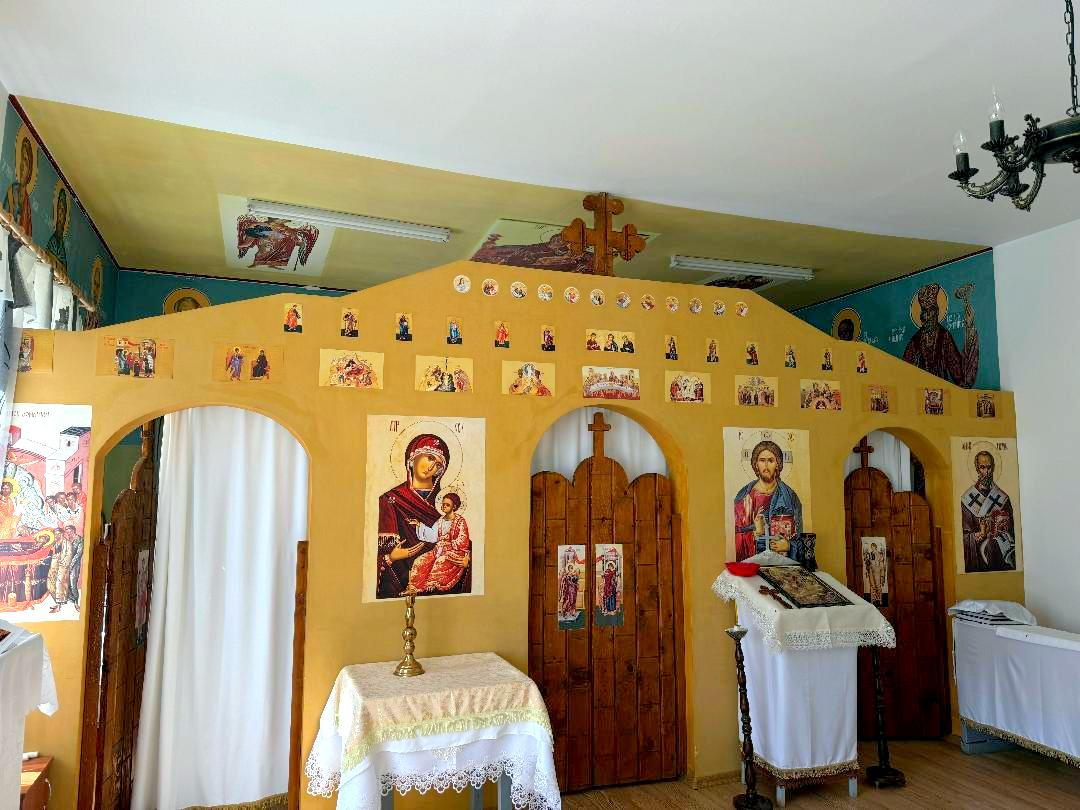
Slujbele se țin într-o capelă improvizată
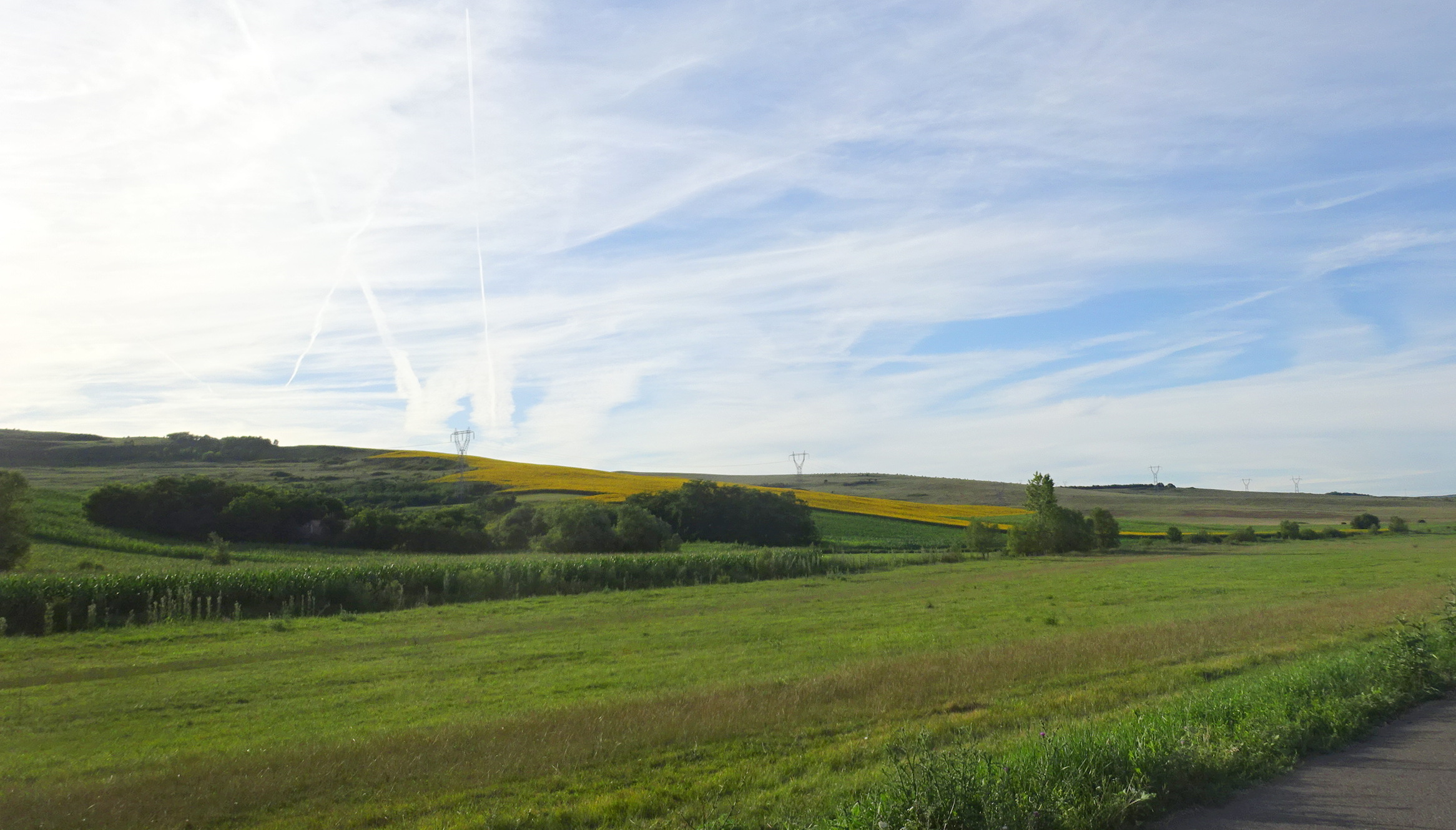
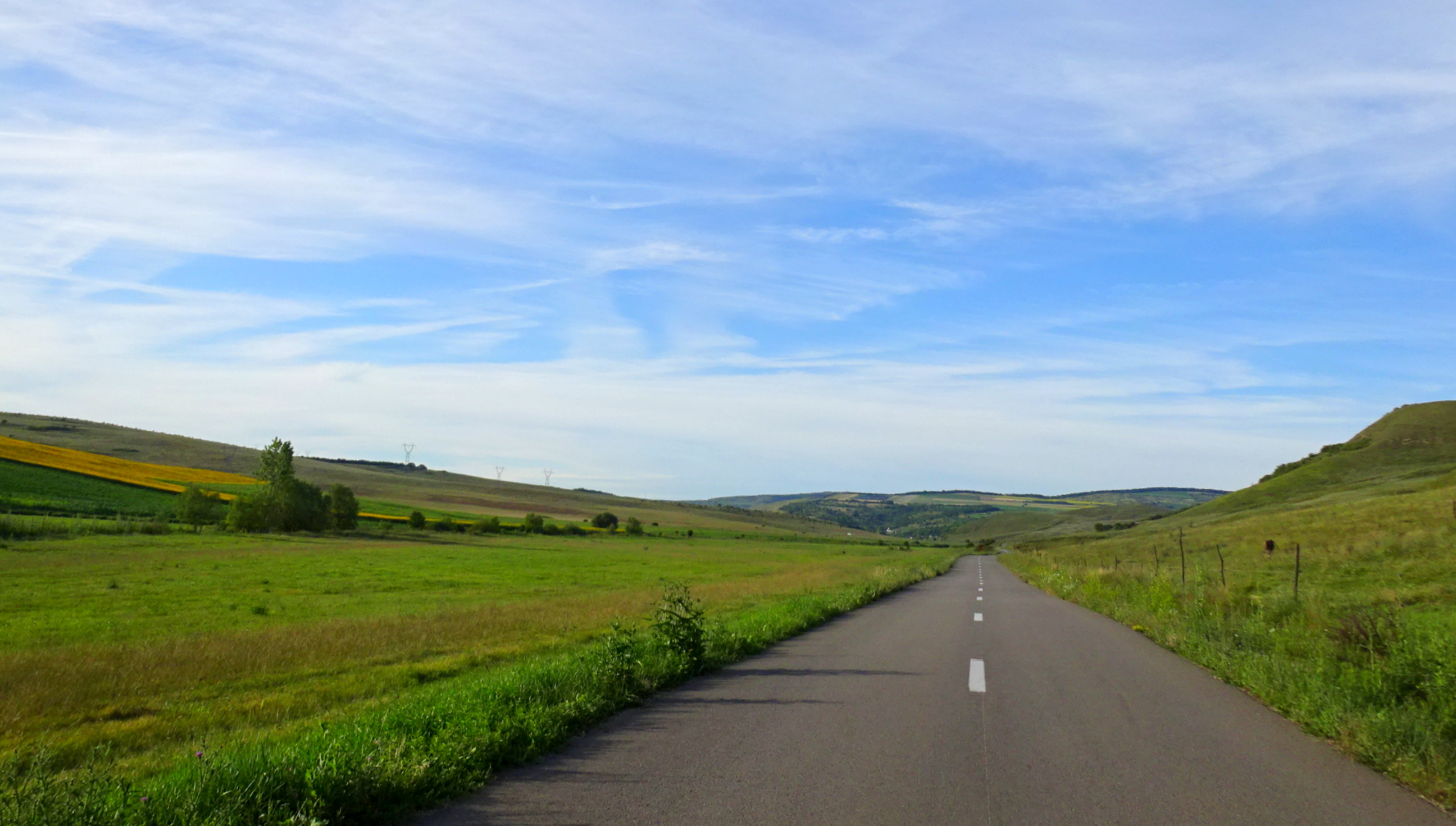
Drumul spre satul Geaca
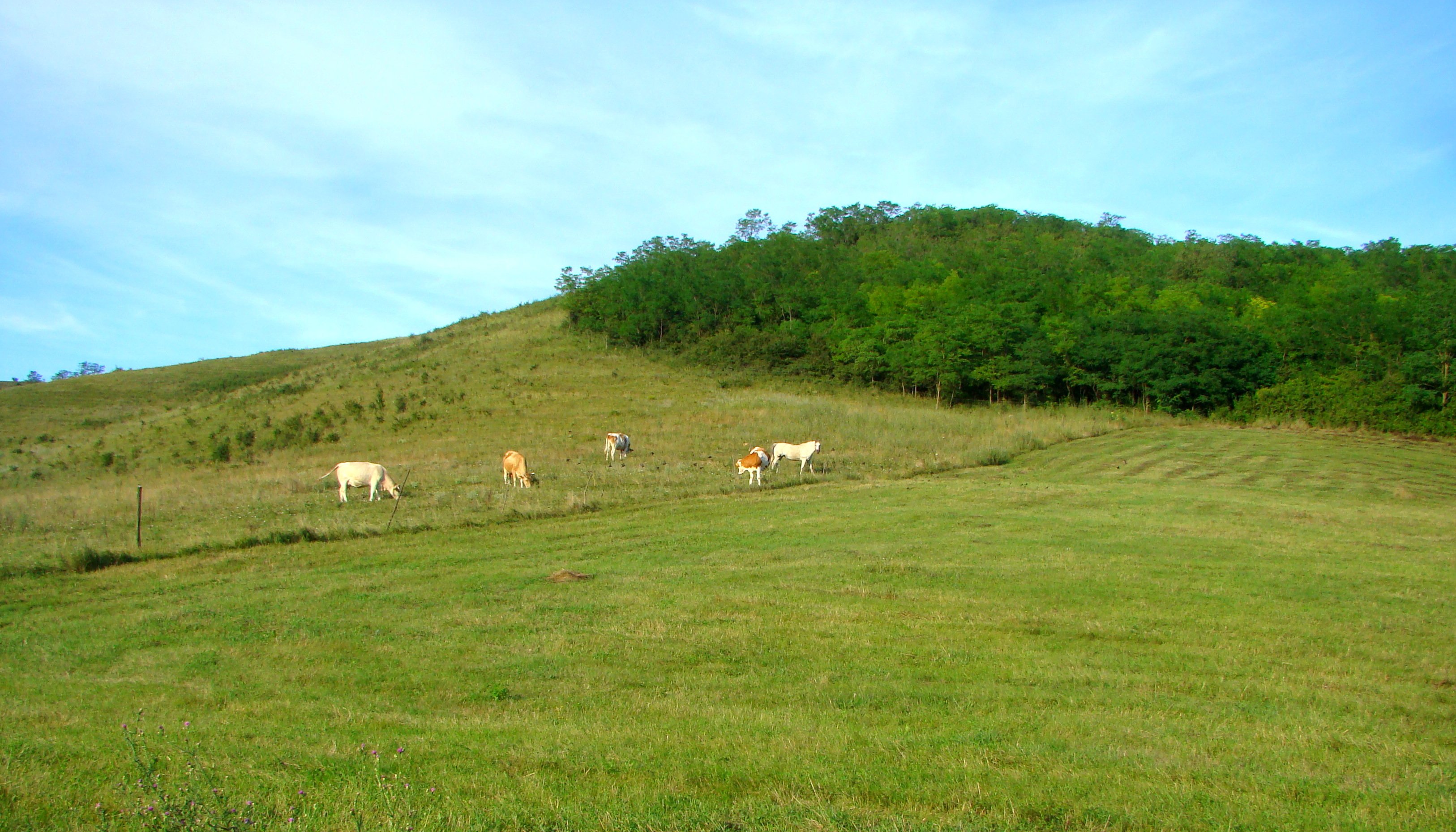